# 新城水库 (玉林)
新城水库是中国广西壮族自治区玉林市兴业县洛阳镇境内的一座水库，位于郁江支流画眉河上，建于1958年。水库正常库容为1337万立方米，集雨面积为25平方千米，海拔为116米。